# فيتالي دوفغون
فيتالي سيميونوفيتش دوفجون ((بالقازاقية: Виталий Семёнович Довгун)) (من مواليد 15 فبراير 1971) هو رامي من كازاخستان.
شارك في دورة الألعاب الآسيوية 2006 في الدوحة، قطر.

## روابط خارجية
- فيتالي دوفغون على موقع الاتحاد الدولي (الإنجليزية)
- فيتالي دوفغون على موقع أوليمبيديا (الإنجليزية)